# Championnats d'Europe d'aviron 1963 (Moscou)
Pour les articles homonymes, voir Championnats d'Europe d'aviron 1963.
Navigation
Édition précédente Édition suivante
Les premiers championnats d'Europe d'aviron 1963, cinquante-quatrième édition des championnats d'Europe d'aviron, ont lieu en 1963 à Moscou, en Union soviétique. Ils ne concernent que les femmes.